# Cheat
Cheat je 126km duga rijeka u SAD-u, pritoka rijeke Monongahela, koja protječe kroz američku saveznu državu Zapadna Virginia i jugozapadni dio države Pennsylvania.
Rijeka Cheat nastaje kod mjesta Parsons u Zapadnoj Virginiji spajanjem rijeka Shavers Fork i Black Fork. Black Fork nastaje sutok rijeke Blackwater i rijeke Dry Fork.
Naziv rijeka na jeziku indijanaca Lenni Lenape je Ach-sin-ha-nac što se prevodi kao "kamenita rijeka" (engl. stoney river). Za današnji naziv postoje dvije teorije. Naziv Cheat je dobila po francuskom ili indijanskom istraživaču koji se zvao Cheat ili Chaet; ili po obilju niske trave koja raste na obalama rijeke a engl. se naziva Cheat Grass, (lat. Bromus tectorum).